# Campeonato Mundial de Ciclismo en Ruta de 1974
Los Campeonatos del mundo de ciclismo en ruta de 1974 se celebró en la circuito canadiense de Montreal del 21 de agosto al 25 de agosto de 1974. El Gran Premio de Montreal y los Juegos Olímpicos de 1976 siguieron una carrera similar a la del Campeonato del Mundo.

## Resultados
| Evento                     | Oro                                                                              | Oro        | Plata                                                                                  | Plata | Bronce                                                                                               | Bronce    |
| -------------------------- | -------------------------------------------------------------------------------- | ---------- | -------------------------------------------------------------------------------------- | ----- | --- | --------- |
| Pruebas masculinas         |                                                                                  |            |                                                                                        |       | |           |
| Hombres - carrera en línea | Eddy Merckx · Bélgica                                                            | 6h 52' 22" | Raymond Poulidor Francia                                                               | + 2"  | Mariano Martínez Francia                                                                             | + 37"     |
| Contrerreloj por equipos   | Suecia · Lennart Fagerlund · Bernt Johansson · Tord Filipsson · Sven-Åke Nilsson | 2h 12' 22" | Unión Soviética Gennady Komnatov Rinat Szarafaoulin Vladimir Kaminski Valery Chaplygin | + 12" | República Democrática Alemana Hans-Joachim Hartnick Karl Dietrich Diers Horst Tischoff Gerhard Lauke | + 2' 53". |
| Amateur - carrera en línea | Janusz Kowalski · Polonia                                                        | 4h 43' 10" | Ryszard Szurkowski · Polonia                                                           | m.t.  | Michel Kuhn · Suiza                                                                                  | m.t       |
| Pruebas femeninas          |                                                                                  |            |                                                                                        |       | |           |
| Mujeres - carrera en línea | Geneviève Gambillon Francia                                                      | 1h 47' 36" | Baiba Caune Unión Soviética                                                            | m.t.  | Keetie van Oosten-Hage · Países Bajos                                                                | m.t.      |